# Аульченко, Владимир Михайлович
Владимир Михайлович Аульченко (р. 31.07.1945) — российский учёный в области электронных систем регистрации детекторов элементарных части и ядерной физики, доктор технических наук.

## Биография
Родился в г. Сталинск Кемеровской области, отец — учитель в школе, мать — бухгалтер на металлургическом заводе.
В 1962 году поступил в Новосибирский электротехнический институт связи, после третьего курса перевёлся на физико-технический факультет Новосибирского электротехнического института, который окончил по специальности «инженерная электрофизика» (1968).
В 1962—1966 гг. ученик сборщика и сборщик на заводе «Электросигнал» (Новосибирск).
С 1966 года в Институте ядерной физики СО АН СССР: лаборант, стажёр-исследователь (1968−1970), инженер (1970−1971), старший инженер (1971−1977), начальник группы (1977−1979), старший (1979−1986) и ведущий (1986−1989) научный сотрудник, с 1989 заведующий сектором.
С 1983 года по совместительству работает в Новосибирском университете: старший преподаватель, доцент (1985−1992), профессор кафедры физико-технической информатики (с 1992), с 2001 по 2013 г. заведующий кафедрой физико-технической информатики.
Читал курсы лекций «Аналоговая электроника в экспериментальной физике», спецкурс «Элементная база и функциональные системы современной электроники», ведёт спецкурс «Электроника детекторных систем».
Учёные степени:
- кандидат технических наук, тема диссертации «Система регистрации для экспериментов на встречных пучках» (1978);
- доктор технических наук, тема диссертации «Электронные системы детекторов для экспериментов на встречных e+ e- пучках» (1989).

Учёные звания:
- старший научный сотрудник по специальности «Физика атомного ядра и элементарных частиц» (1984);
- профессор по кафедре физико-технической информатики (2002).

## Научный вклад
Участвовал в разработке электронных систем регистрации детекторов «ОЛЯ», «КЕДР», магнитного детектора «МД-1», криогенного магнитного детектора «КМД-2», нейтральных детекторов «НД-1» и «СНД».
Некоторые публикации:
- Liquid krypton electromagnetic calorimeter // Nuclear Instruments and Methods. 1993. V. A 327. Р. 193−198. (В соавт.).
- Fast parallax-free one coordinate X-ray detector OD-3 // Nuclear Instruments and Methods. 1993. V. A 405. Р. 269−273. (В соавт.).
- Study of characteristics of the BELLE CsI calorimeter prototype with BINP tagged photon beam // Nuclear Instruments and Methods. 1998. V A 410. Р. 179−194. (В соавт.).
- SND --> SND-2000 electronics upgrade // Nuclear Instruments and Methods. 2002. V. A 494. Р. 555−559. (В соавт.).
- Development of fast one-dimensional X-ray detector for imaging of explo-sions // Nuclear Instruments and Methods. 2003. V. A 513. Р. 388−393. (В соавт.).
- One-dimensional detector for study of detonation processes with synchrotron radi-ation beam // Nuclear instruments and Methods. 2005. V. A 543. Р. 350−356. (В соавт.).
- Анализ сигналов. Элементы аналоговой электроники: Учеб-ник. Новосибирск: НГУ, 2001.
- Широкодиапазонный время-цифровой преобразователь с высоким разрешением [Текст]. — Новосибирск : [б. и.], 1976. — [2], 12 с. : ил.; 20 см. — (Ин-т ядерной физики СО АН СССР. Препринт; ИЯФ 76-24).
- Дисплеи для вывода информации в физических экспериментах [Текст]. — Новосибирск : [б. и.], 1976. — 17 с. : ил.; 21 см. — (Ин-т ядерной физики СО АН СССР. Препринт; ИЯФ 76-1).
- Крейт-контроллер для ЭВМ-6000 [Текст] / [Аульченко В. М., Сысолетин Б. Л., Усов Ю. В.]. — Новосибирск : б. и., 1979. — 23 с. : ил.; 20 см. — (Препринт / Ин-т ядер. физики СО АН СССР; ИЯФ 79-116).
- Измерение сечения процесса e⁺e- → π⁺π- на детекторе КМД-2 в диапазоне энергий 370—520 МэВ / В. М. Аульченко [и др.]. — Новосибирск : Ин-т ядерной физики им. Г. И. Будкера СО РАН, 2006. — 40 с. : ил., табл.; 20 см. — (Российская акад. наук, Сибирское отд-ние, Ин-т ядерной физики им. Г. И. Будкера СО РАН; ИЯФ 2006-43).

В 2017 году входил в четвёрку самых цитируемых учёных в области астрономии по версии elibrary.ru.
Индекс Хирша-48.